# Valdepeñas de la Sierra
Valdepeñas de la Sierra és un municipi de la província de Guadalajara, a la comunitat autònoma de Castella-La Manxa.